# 오기마치 천황
오기마치 천황(일본어: 正親町天皇, 1517년 6월 18일 ~ 1593년 2월 6일)은 제106대 일본 천황이다. 고나라 천황의 장남으로 부황의 사망한 1557년 10월 2일에 즉위하여 1586년 12월 17일에 손자 고요제이 천황(차남 사네히토 친왕(誠仁親王)의 아들)에게 양위할 때까지 센고쿠 시대에서 아즈치모모야마 시대에 걸쳐 재위하였다. 휘는 미치히토(方仁)이다.

## 생애
- 고지 3년(1557년), 고나라 천황이 사망하자 천조(践祚, 천황 위를 잇는 것, 즉위식과는 별개)하였다. 당시, 일본 천황과 구게들은 이미 생활이 어려울 정도로 궁핍한 상태로, 오기마치 천황은 센고쿠 다이묘 모리 모토나리가 금을 헌상할 때까지 3년 동안 즉위식도 올리지 못할 정도였다. 모토나리 등의 도움으로 에이로쿠 3년 1월에 즉위식을 올린 오기마치 천황은 포상으로 모토나리에게 종오위하 우마노스케(右馬頭)라는 위계를 내리고, 황실의 문장인 국화(菊)와 오동나무(桐) 문양을 모리 가문의 문장에 더하는 것을 허락하였다. 또한, 혼간지(本願寺)의 법주 겐뇨(顕如)도 막대한 돈을 헌납하여, 천황에게서 문적(門跡)칭호를 하사받았다. 이후 혼간지의 세력은 더욱 강대해졌다.
- 에이로쿠 3년(1560년) 5월, 스루가의 다이묘 이마가와 요시모토가 상락을 개시하였다. 그러나 상락 도중 오와리의 오다 노부나가에게 반격당하여 오케하자마 전투에서 대패하고 요시모토 역시 전사하였다.
- 에이로쿠 8년(1565년), 쇼군 아시카가 요시테루가 마쓰나가 히사히데 등에 의해 살해당하고(에이로쿠의 변), 에이로쿠 11년(1568년) 9월, 요시테루의 뒤를 이은 쇼군 아시카가 요시히데가 전염병으로 사망하였다. 잇따른 정국의 불안정으로 천황의 생활은 궁핍해지고, 황실의 권위는 더욱 추락하였다.
- 에이로쿠 11년(1568년), 오다 노부나가는 오기마치 천황을 보호한다는 대의명분을 내걸고 상락(上落, 군대를 이끌고 수도에 들어가는 것)하여 교토를 손에 넣었다. 노부나가는 궁핍한 조정의 재정을 여러 가지 정책과 원조로 회복시키는 한편, 천황의 권위를 이용하여 자신의 적대세력에게 칙령을 보내 강화를 실현시켰다. 겐키 원년(1570년)의 아사쿠라 요시카게·아자이 나가마사와의 싸움, 덴쇼 원년(1573년)의 아시카가 요시아키와의 싸움, 덴쇼 8년(1580년)의 이시야마 혼간지와의 싸움 등에서 맺어진 강화는 모두 오기마치 천황의 칙령에 따른 것이다. 또한 덴쇼 5년(1577년)에 노부나가는 우다이진(右大臣)에 서임되었다.
- 도요토미 가문으로 정권이 이양된 뒤에도, 도요토미 히데요시가 오기마치 천황을 정권의 보호막으로 이용하였다. 히데요시는 미천한 출신이었지만, 중국을 정복하여 황제가 되겠다는 야심을 가지고 있었다(임진왜란, 정유재란). 그러나 그런 히데요시조차도 천황이 되려고 하지는 않고, 많은 황금을 헌상하는 등 천황의 비호자로 행동하였다. 이에 따라 덴쇼 13년(1585년)에 오기마치 천황은 히데요시를 최고위직 간파쿠에 서임했다. 이렇게 천황가와 오다·도요토미 정권은 서로를 이용하는 관계로서, 그러한 과정에서 오닌의 난 이후 실추된 천황가의 권위가 많이 회복되었다.
- 덴쇼 14년(1586년), 오기마치 천황은 손자 가즈히토 친왕(和仁親王, 후의 고요제이 천황)에게 양위하고 센토 어소(仙洞御所)로 은퇴하고, 분로쿠 2년(1593년) 1월 5일에 사망하였다.

## 연호
- 고지(弘治) （1557년 10월 27일） ~ 1558년 2월 28일
- 에이로쿠(永禄) 1558년 2월 28일 ~ 1570년 4월 23일
- 겐키(元亀) 1570년 4월 23일 ~ 1573년 7월 28일
- 덴쇼(天正) 1573년 7월 28일 ~ (1586년 11월 7일)

## 같이 보기
- 일본 천황